# Juan Pablo Pumpido
Juan Pablo Pumpido (Santa Fe, Argentina, 21 de diciembre de 1982) es un entrenador argentino de fútbol. Actualmente sin club.
A pesar de su juventud, cuenta con casi 20 años de experiencia en la profesión. En sus inicios, el hijo del reconocido ex arquero campeón del mundo Nery Pumpido trabajó en clubes como Tigres de México, Olimpia de Paraguay y Newell`s Old Boys de Argentina.
Como entrenador principal dirigió más de 100 partidos oficiales entre Primera División de Argentina y Paraguay. Durante el 2021 fue director técnico de Sol de América de Paraguay, club al que llevó a una final después de 23 años, obtuvo el Tercer puesto en el Torneo Clausura y lo clasificó a la Copa Sudamericana 2022.
En 2022 dirigió a Sportivo Ameliano y ganó la Copa Paraguay, además de salvarlos del descenso en las últimas tres fechas.

## Trayectoria
En sus comienzos trabajó (tanto de asistente técnico como de entrenador de Reserva/Juveniles) en clubes como Tigres de México, Olimpia de Paraguay y Newell`s Old Boys de Argentina, entre otros.
Ya en 2016 y después de más de un año siendo el director técnico de la Reserva, recibió la propuesta de convertirse en el entrenador principal de Unión de Santa Fe de la Primera División de Argentina. Allí dirigió jugadores como Ignacio Malcorra, Mauricio Martínez, Franco Soldano, Lucas Gamba y Emanuel Brítez, entre otros y logró la permanencia del equipo en la máxima categoría del fútbol argentino.
En 2017 asumió con Patronato de Paraná un nuevo desafío y sumó su segunda experiencia como entrenador en la Primera División de Argentina. Ahí también alcanzó el objetivo de mantener al equipo en la elite del fútbol argentino y logró grandes resultados como las victorias frente al Vélez de Gabriel Heinze (de visitante), y el Atlético Tucumán de Ricardo Zielinski, o los empates con el Independiente de Ariel Holan y con el Subcampeón Godoy Cruz de Diego Dabove.
Después de un año y medio en el club de Entre Ríos, aceptó la propuesta para ser entrenador de Alvarado de Mar del Plata (Primera Nacional - Temporada 2019/2020). En dicha institución no sólo logró la consolidación del club en la categoría sino que también lo clasificó nuevamente a la Copa Argentina.

### Actualidad
Juan viene de hacer una histórica campaña con Sol de América (Primera División de Paraguay).
Asumió en Junio con un equipo que se encontraba en puestos de descensos y que había salido anteúltimo en el Torneo Apertura (con apenas 25% de los puntos). En 6 meses no sólo logró hacer la mejor campaña de los últimos 10 torneos y clasificarlo nuevamente a una copa internacional, sino que también llevó al club a disputar una final después de 23 años (Copa Paraguay).
En el Torneo Clausura obtuvo más del 50% de los puntos (ganándole las dos veces a Olimpia y al subcampeón Guaraní, a quien le quitó el invicto), alcanzó el tercer puesto, salvó al equipo del descenso y lo clasificó nuevamente a una copa internacional (Copa Sudamericana 2022).
En la Copa Paraguay colocó a Sol de América nuevamente en una final después de más de 20 años. Finalizó el certamen invicto (perdió por penales con Olimpia tras empatar 2-2) y habiendo eliminado en Octavos al campeón del clausura, Cerro Porteño.
En la Copa Paraguay 2022 logró sacar campeón al Sportivo Ameliano luego de eliminar en el camino a Deportivo Obrero, Benjamín Aceval, Guaireña, Tembetary y ganarle en la final a Nacional por 4-3 en penales después de un empate a 1. Consiguiendo además con este título la clasificación a la Supercopa Paraguay 2022 y a la Copa Sudamericana 2023.

## Estadísticas

### Como asistente técnico y entrenador de Juveniles/Reserva
| Club              | País      | País                 |
| ----------------- | --------- | -------------------- |
| Tigres            | México    | Bandera de México    |
| Newell`s Old Boys | Argentina | Bandera de Argentina |
| Olimpia           | Paraguay  | Bandera de Paraguay  |
| Godoy Cruz        | Argentina | Bandera de Argentina |

### Como entrenador
| Club              | País      | Año       | PJ  | PG | PE | PP | GF  | GC  | DG  | Efectividad |
| ----------------- | --------- | --------- | --- | -- | -- | -- | --- | --- | --- | ----------- |
| Unión             | Argentina | 2016-2017 | 13  | 4  | 4  | 5  | 15  | 17  | -2  | 41.03%      |
| Patronato         | Argentina | 2017-2018 | 33  | 8  | 10 | 15 | 27  | 41  | -14 | 34.34%      |
| Alvarado          | Argentina | 2019-2020 | 21  | 7  | 5  | 9  | 27  | 28  | -1  | 41.27%      |
| Sol de América    | Paraguay  | 2021-2022 | 34  | 15 | 8  | 11 | 45  | 42  | +3  | 51.96%      |
| Sportivo Ameliano | Paraguay  | 2022      | 13  | 7  | 2  | 4  | 20  | 18  | +2  | 58.98%      |
| Guaraní           | Paraguay  | 2023      | 9   | 3  | 2  | 4  | 11  | 14  | -3  | 40.74%      |
| Nacional          | Paraguay  | 2023-2024 | 33  | 11 | 9  | 13 | 44  | 38  | +6  | 42.42%      |
| Sportivo Luqueño  | Paraguay  | 2024-2025 | 20  | 6  | 8  | 6  | 24  | 23  | +1  | 43.33%      |
| Total             | Total     | Total     | 176 | 61 | 48 | 67 | 213 | 221 | -8  | 43.75%      |

## Palmarés
| Título        | Club              | País     | Año  |
| ------------- | ----------------- | -------- | ---- |
| Copa Paraguay | Sportivo Ameliano | Paraguay | 2022 |